# هاروكا ايزاوا
هاروكا ايزاوا (باليابانية: あいざわ遥؛ بالكانا: あいざわ はるか) هو مانغاكا ياباني، ولد في 21 مايو 1970 في غيفو في اليابان.

## وصلات خارجية
- الموقع الرسمي